# Ukrainischer Fußballpokal 2023/24
Der Ukrainische Fußballpokal 2023/24 war die 32. Austragung des ukrainischen Pokalwettbewerbs der Männer. Das Finale fand am 15. Mai 2024 statt.
Der Wettbewerb wurde wieder aufgenommen, nachdem er aufgrund der russischen Invasion in der Ukraine im Jahr 2022 und des Versuchs, Ligawettbewerbe wieder aufzunehmen, eine Saison lang unterbrochen worden war. Im Herbst des letzten Jahres (2022) gab es Informationen über die Möglichkeit, die Pokalwettbewerbe schon im Frühjahr 2023 wieder aufzunehmen, aber die Idee wurde nie umgesetzt.

## Modus
Alle Begegnungen werden in einem Spiel ausgetragen. Bei unentschiedenem Ausgang wird zur Ermittlung des Siegers eine Verlängerung gespielt. Steht danach kein Sieger fest, folgt ein Elfmeterschießen. Die unterklassigen Teams haben Heimrecht.
Da Schachtar Donezk bereits als Meister für die Champions League qualifiziert war, ging der Startplatz für die Europa League an den Liganächsten.

## Teilnehmende Teams
| Premjer-Liha (16) (Level 1) | Premjer-Liha (16) (Level 1) | Perscha Liha (20) (Level 2) Gruppe A0000000000000000GruppeB | Perscha Liha (20) (Level 2) Gruppe A0000000000000000GruppeB | Druha Liha (11) (Level 3) | Amateur-Pokal (4) Amateure |
| --- | --- | --- | --- | --- | --- |
| - SK Dnipro-1 - Dynamo Kiew - Kolos Kowaliwka - Krywbas Krywyj Rih - LNS Tscherkassy - Metalist Charkiw - FK Mynaj - Obolon Kiew | - FK Oleksandrija - FK Polissja Schytomyr - Ruch Lwiw - Schachtar Donezk - Sorja Luhansk - Tschornomorez Odessa - NK Weres Riwne - Worskla Poltawa | - Ahrobisnes Wolotschysk - FSK Bukowina Czernowitz - FK Chust - Episentr Dunajiwzi - Karpaty Lwiw - Metalist Charkiw - Nywa Busowa - Nywa Ternopil - Podillja Chmelnyzkyj - FK Prykarpattja Iwano-Frankiwsk | - Dinas Wyschhorod - Hirnyk-Sport Horischni Plawni - Inhulez Petrowe - Kremin Krementschuk - Liwyj Bereh Kiew - FSK Mariupol - Metalurh Saporischschja - SK Poltawa - Wiktorija Sumy - FK Tschernihiw | - Druschba Myriwka - FK Kudriwka - Lokomotive Kiew - Nywa Winnyzja - Real-Pharma Odessa - Skala 1911 Stryj - FK Swjahel - FK Trostjanez - FK Tschajka - UCSA Tarassiwka - Wast Mykolajiw | - FK Mikolajiw 1 - Olimpija Sawynzi 1 - Fasenda Czernowitz 2 - Sturm Iwankiw 2 1 Halbfinalist Amateurcup 2021/22 2 Halbfinalist Amateurcup 2022/23 |

## 1. Qualifikationsrunde
Teilnehmer: 2 Drittligisten und 4 Halbfinalisten des Amateur-Pokals.
| Datum      |                       | Ergebnis              |                         |
| ---------- | --------------------- | --------------------- | ----------------------- |
| 29.07.2023 | FK Mikolajiw (Am)     | 2:0                   | Fasenda Czernowitz (Am) |
| 29.07.2023 | Olimpija Sawynzi (Am) | 0:1                   | FK Kudriwka (III)       |
| 29.07.2023 | Sturm Iwankiw (Am)    | 1:1 n. V. (4:5 i. E.) | UCSA Tarassiwka (III)   |

## 2. Qualifikationsrunde
Teilnehmer: Die 3 Sieger der 1. Qualifikationsrunde, die 20 Zweitligisten und weitere 9 Drittligisten (ohne Reserveteams).
| Datum      |                                      | Ergebnis              |                              |
| ---------- | ------------------------------------ | --------------------- | ---------------------------- |
| 02.08.2023 | FK Prykarpattja Iwano-Frankiwsk (II) | 2:1                   | Karpaty Lwiw (II)            |
| 02.08.2023 | Metalist Charkiw (II)                | 1:2                   | Episentr Dunajiwzi (II)      |
| 02.08.2023 | Skala 1911 Stryj (III)               | 5:2                   | FK Chust (II)                |
| 02.08.2023 | FK Prykarpattja Iwano-Frankiwsk (II) | 0:0 n. V. (2:3 i. E.) | Nywa Ternopil (II)           |
| 02.08.2023 | Nywa Winnyzja (III)                  | 0:1 n. V.             | Ahrobisnes Wolotschysk (II)  |
| 02.08.2023 | FK Mikolajiw (Am)                    | 1:0                   | FSK Bukowina Czernowitz (II) |
| 02.08.2023 | Hirnyk-Sport Horischni Plawni (III)  | 1:0 n. V.             | SK Poltawa (II)              |
| 02.08.2023 | Inhulez Petrowe (II)                 | 4:3                   | Metalurh Saporischschja (II) |
| 02.08.2023 | FK Kudriwka (III)                    | 3:0                   | Kremin Krementschuk (II)     |
| 02.08.2023 | FK Swjahel (III)                     | 5:0                   | FK Tschajka (III)            |
| 02.08.2023 | UCSA Tarassiwka (III)                | 1:1 n. V. (4:3 i. E.) | Nywa Busowa (II)             |
| 02.08.2023 | FK Tschernihiw (II)                  | 1:2                   | Liwyj Bereh Kiew (II)        |
| 02.08.2023 | Wast Mykolajiw (III)                 | 2:5                   | FSK Mariupol (II)            |
| 02.08.2023 | Druschba Myriwka (III)               | 1:2                   | Wiktorija Sumy (II)          |
| 03.08.2023 | Lokomotive Kiew (III)                | 1:0                   | Dinas Wyschhorod (II)        |
|            | FK Trostjanez (III)                  | +:-                   | Real-Pharma Odessa (III)     |

## 3. Qualifikationsrunde
Teilnehmer: Die 16 Sieger der 2. Qualifikationsrunde
| Datum      |                                      | Ergebnis              |                                    |
| ---------- | ------------------------------------ | --------------------- | ---------------------------------- |
| 15.08.2023 | FK Kudriwka (III)                    | 2:2 n. V. (6:7 i. E.) | FSK Mariupol (II)                  |
| 15.08.2023 | FK Prykarpattja Iwano-Frankiwsk (II) | 1:2                   | Episentr Dunajiwzi (II)            |
| 15.08.2023 | FK Swjahel (III)                     | 4:0                   | UCSA Tarassiwka (II)               |
| 15.08.2023 | FK Trostjanez (III)                  | 1:2                   | Hirnyk-Sport Horischni Plawni (II) |
| 15.08.2023 | Lokomotive Kiew (III)                | 0:2                   | Liwyj Bereh Kiew (III)             |
| 15.08.2023 | Inhulez Petrowe (II)                 | 0:1                   | Wiktorija Sumy (II)                |
| 15.08.2023 | FK Mikolajiw (Am)                    | 1:3 n. V.             | Ahrobisnes Wolotschysk (II)        |
| 16.08.2023 | Skala 1911 Stryj (III)               | 2:1 n. V.             | Nywa Ternopil (II)                 |

## 1. Runde
Teilnehmer: Die 8 Sieger der 3. Qualifikationsrunde und 8 Vereine der Premjer-Liha.
| Datum      |                                    | Ergebnis              |                           |
| ---------- | ---------------------------------- | --------------------- | ------------------------- |
| 23.08.2023 | Skala 1911 Stryj (III)             | 0:2                   | Ruch Lwiw (I)             |
| 23.08.2023 | Ahrobisnes Wolotschysk (II)        | 0:2                   | FK Polissja Schytomyr (I) |
| 23.08.2023 | Episentr Dunajiwzi (II)            | 1:3                   | Weres Riwne (I)           |
| 23.08.2023 | FSK Mariupol (II)                  | 2:2 n. V. (5:4 i. E.) | Kolos Kowaliwka (I)       |
| 23.08.2023 | FK Swjahel (III)                   | 0:1                   | Obolon Kiew (I)           |
| 23.08.2023 | Liwyj Bereh Kiew (II)              | 1:2 n. V.             | Tschornomorez Odessa (I)  |
| 23.08.2023 | Hirnyk-Sport Horischni Plawni (II) | 1:3                   | Metalist 1925 Charkiw (I) |
| 23.08.2023 | LNS Tscherkassy (I)                | 0:1                   | Wiktorija Sumy (II) 1     |

## Achtelfinale
Teilnehmer: Die 8 Sieger der 1. Runde und weitere 8 Erstligisten.
| Datum      |                           | Ergebnis              |                        |
| ---------- | ------------------------- | --------------------- | ---------------------- |
| 26.09.2023 | Ruch Lwiw (I)             | 0:1                   | FK Oleksandrija (I)    |
| 26.09.2023 | Weres Riwne (I)           | 0:3                   | Schachtar Donezk (I)   |
| 27.09.2023 | Wiktorija Sumy (II)       | 1:0                   | FK Mynaj (I)           |
| 27.09.2023 | FK Polissja Schytomyr (I) | 1:1 n. V. (5:4 i. E.) | SK Dnipro-1 (I)        |
| 27.09.2023 | Tschornomorez Odessa (I)  | 2:1                   | Krywbas Krywyj Rih (I) |
| 27.09.2023 | FK Obolon Kiew (I)        | 1:0                   | Dynamo Kiew (I)        |
| 27.09.2023 | Metalist 1925 Charkiw (I) | 0:3                   | Worskla Poltawa (I)    |
| 12.10.2023 | FSK Mariupol (II)         | 0:1                   | Sorja Luhansk (I)      |

## Viertelfinale
| Datum      |                           | Ergebnis              |                      |
| ---------- | ------------------------- | --------------------- | -------------------- |
| 30.10.2023 | Wiktorija Sumy (II)       | 0:3                   | Schachtar Donezk (I) |
| 01.11.2023 | Tschornomorez Odessa (I)  | 4:1                   | Sorja Luhansk (I)    |
| 02.11.2023 | FK Polissja Schytomyr (I) | 0:0 n. V. (4:3 i. E.) | FK Oleksandrija (I)  |
| 02.11.2023 | FK Obolon Kiew (I)        | 0:3                   | Worskla Poltawa (I)  |

## Halbfinale
| Datum      |                       | Ergebnis |                      |
| ---------- | --------------------- | -------- | -------------------- |
| 03.04.2024 | Schachtar Donezk      | 4:1      | Tschornomorez Odessa |
| 03.04.2024 | FK Polissja Schytomyr | 0:1      | Worskla Poltawa      |

## Finale
| Paarung          | Worskla Poltawa – Schachtar Donezk |
| Ergebnis         | 1:2 (0:1) |
| Datum            | 15. Mai 2024 |
| Stadion          | Awanhard-Stadion, Riwne |
| Zuschauer        | 3.500 |
| Schiedsrichter   | Witalij Romanow |
| Tore             | 0:1 Danylo Sikan (40.) 0:2 Juchym Konoplja (56.) 1:2 Mykola Kowtaljuk (85.) |
| Worskla Poltawa  | Pawlo Isenko – Illja Krupskij, Ihor Perduta, Daniil Chriptschuk , Najeeb Yakubu (58. Andrij Batsula) – Jewhen Pawljuk – Ibrahim Kane, Oleksandr Skljar (67. Artem Tscheljadin), Sambou Sissoko (82. Felipe Rodrigues), Serhij Mjakuschko (58. Iwan Nesterenko) – Ruslan Stepanjuk (67. Mykola Kowtaljuk) Cheftrainer: Serhij Dolhanskij |
| Schachtar Donezk | Dmytro Risnyk – Juchym Konoplja, Walerij Bondar, Mykola Matwijenko, Irakli Azarovi – Artem Bondarenko, Taras Stepanenko (73. Marlon Gomes), Dmytro Kryskiw – Oleksandr Subkow (81. Marjan Schwed), Danylo Sikan (81. Lassina Traoré), Kevin Cheftrainer: Marino Pušić ( Niederlande)                                                    |
| Gelbe Karten     | Andrij Batsula (87.), Daniil Chriptschuk (90.+2') – Lassina Traoré (88.), Dmytro Kryskiw (90.+2'), Dmytro Risnyk (90.+4') |